# فولفرينوكس
فولفرينوكس (بالإنجليزية: FOLFIRINOX)‏ هو نظام علاج كيميائي لعلاج الحالات المتأخرة من سرطان البنكرياس.وهو نظام مركب يتكون من الأربعة أدوية التالية والتي تكون اسم البرنامج العلاجي:
- FOL: حمض الفولينيك (ليوكوفورين) وهو أحد مشتقات فيتامين ب والذي يعزز من كفاءة ال5-فلورويوراسيل.[1][2]
- F – فلورويوراسيل (5-FU) : وهو مضاهى للقواعد النيتروجينية البيريميدينية ويعمل كمضاد للمستقلب والذي يدخل في تركيب جزئ الحمض النووي الريبوزي منقوص الأكسجين (DNA) ويوقف تصنيعه.
- IRIN – إيرينوتيكان (Camptosar) : يعمل كمثبط لإنزيم التوبوايزوميراز والتي تعمل على إيقاف تضاعف جزئ الحمض النووي الريبوزي منقوص الأكسجين (DNA) وتمنع حل الشريط المزدوج.
- OX – أوكساليبلاتين (Eloxatin) : عامل بلاتيني مضاد للورم يعمل علي تثبيط إصلاح جزيئات الحمض النووي المزدوج أو تصنيع جزيئات جديدة.

ظهر البرنامج عام 2010 كبرنامج علاجي لمرضي حالات سرطان البنكرياس النقيلي. من خلال دراسة نُشرت في عام 2011 في جريدة نيو إنجلاند للطب وأوضحت أن برنامج الفولفرينوكس حقق أفضل نتيجة لزيادة عمر المرضى في المرحلة الثالثة من التجارب العملية التي أقيمت علي الحالات المتقدمة من مرضي سرطان البنكرياس حيث زاد عمر المرضي تقريبًا أربعة أشهر عن المرضى الذين يتلقون نظام الجيمسيتابين (11 شهرًا مقارنة ب6.8 شهرًا). وبالرغم من ذلك يعتبر برنامج الفولفرينوكس خليطًا عالي السمية من الأدوية وذو أعراض جانبية خطيرة والمرضي ذوي قدرة الأداء هم فقط المؤهلين لهذا البرنامج. ويستخدم هذا البرنامج العلاجي في الوقت الحالي لتعطيل تقدم المرض أملًا في محاولة تهيئة الورم للاستئصال.
وفي عام 2013 صرحت منظمة الطعام والدواء الامريكية باستخدام أبراكسين مع الجيمسيتابين.هذا البرنامج ربما يكون بديلًا أقل سمية وربما يكون أقل كفاءة لبرنامج الفولفارينوكس في علاج حالات المراحل المتأخرة من سرطان البنكرياس. وبسبب الاختلافات في التجارب العملية وغياب تجارب مباشرة لمقارنة البرنامجين فهذه الأسباب تحول دون إعطاء استنتاج نهائي. وفي عام 2013 في المملكة المتحدة أوضح المعهد الوطني للصحة وجودة الرعاية  (NICE) في مسودة إرشادية رفضهم لهذا البرنامج العلاجي بسبب التخوف من الأعراض الجانبية والكفاءة والتكلفة العالية مقارنة ببرنامج (الجيمسيتابين). بالرغم من ذلك وفي 18 مايو عام 2017 أصدر المعهد إعادة تقييم للأبراكسين وجاء ذلك استجابة لاقتراح سلجين الذي طرح اقتراح مخطط من شأنه أن يؤدي إلى خفض تكلفة الدواء.